# 上沢 (つくば市)

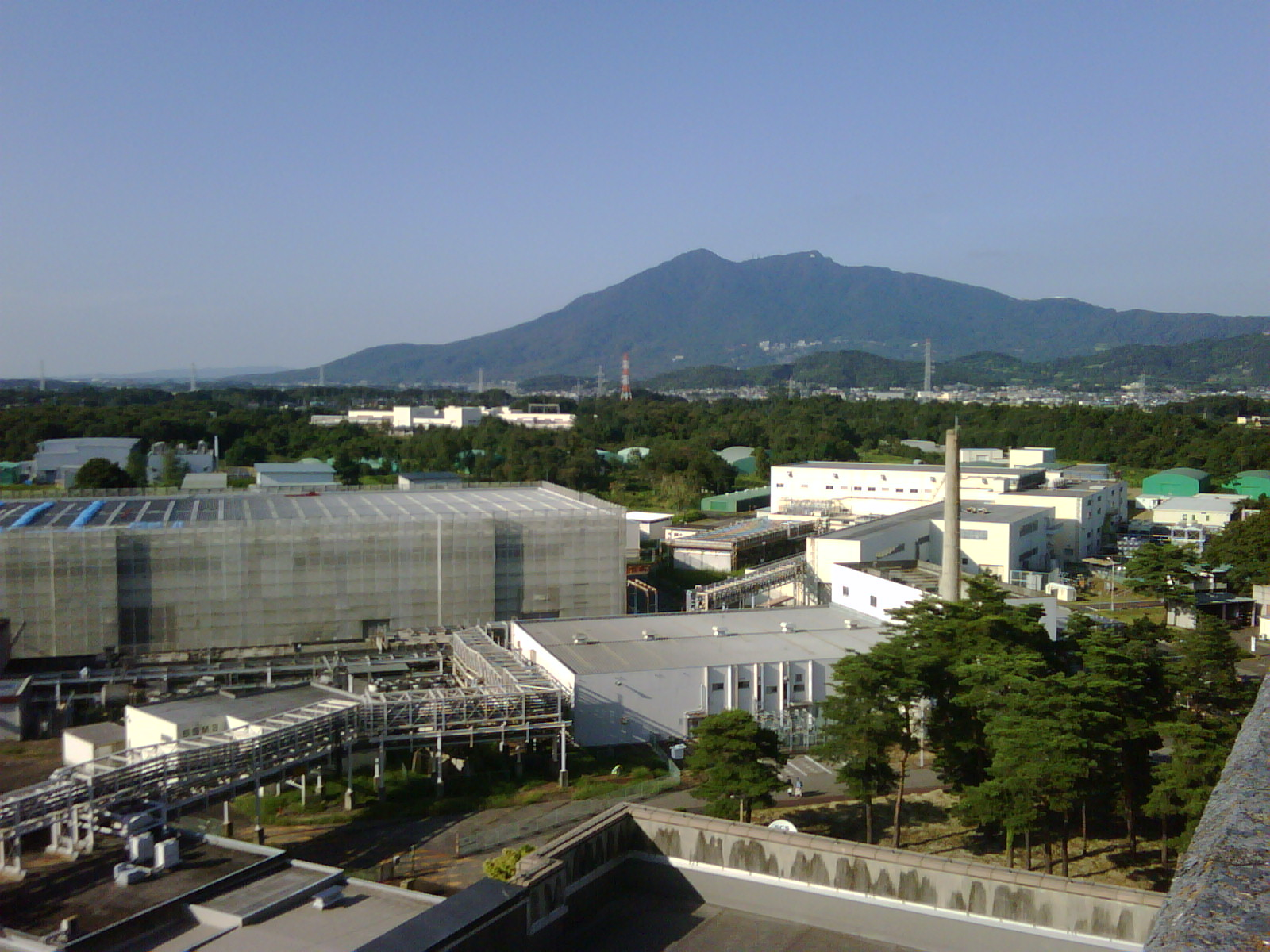
高エネルギー加速器研究機構

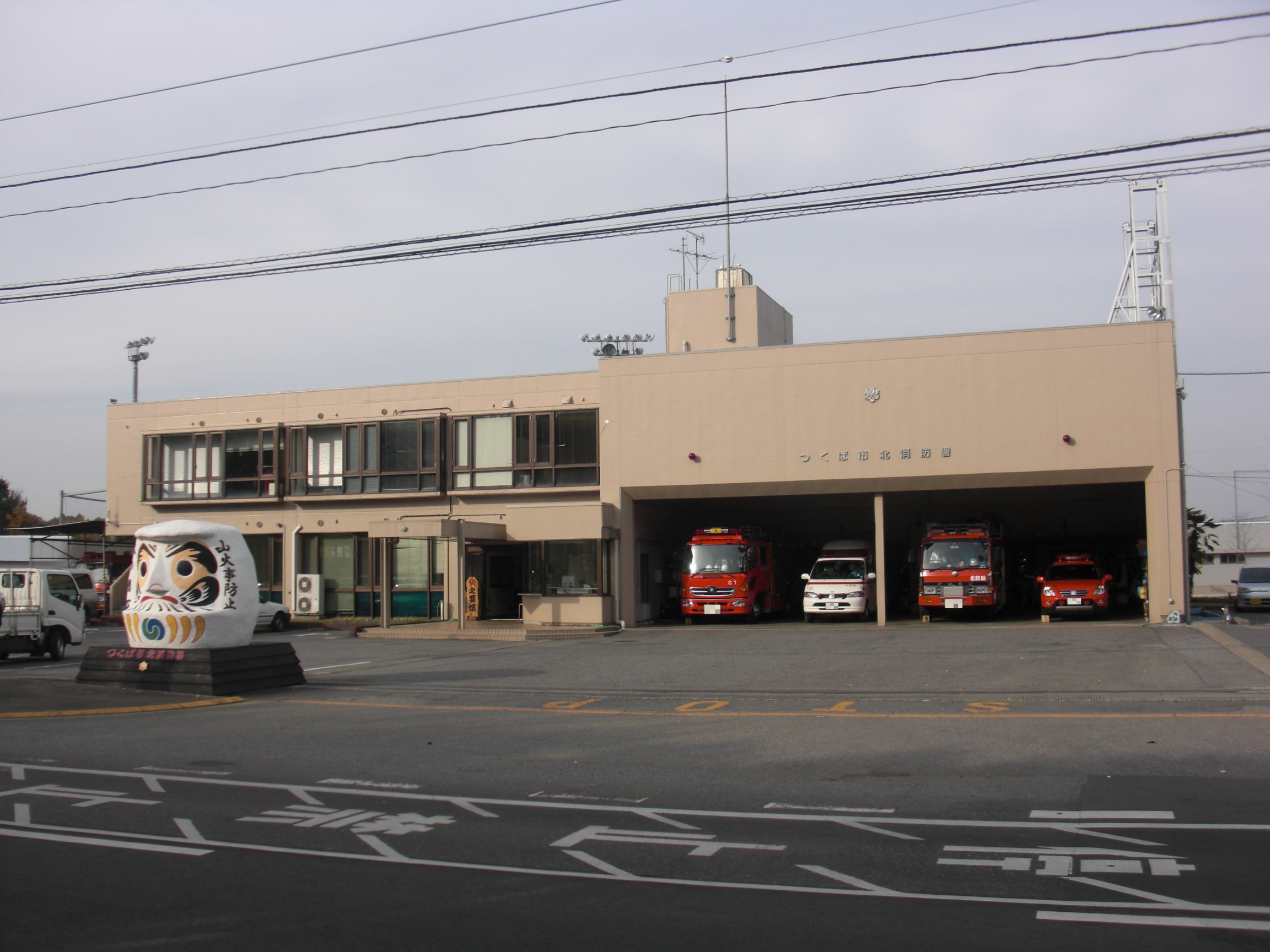
つくば市消防本部北消防署

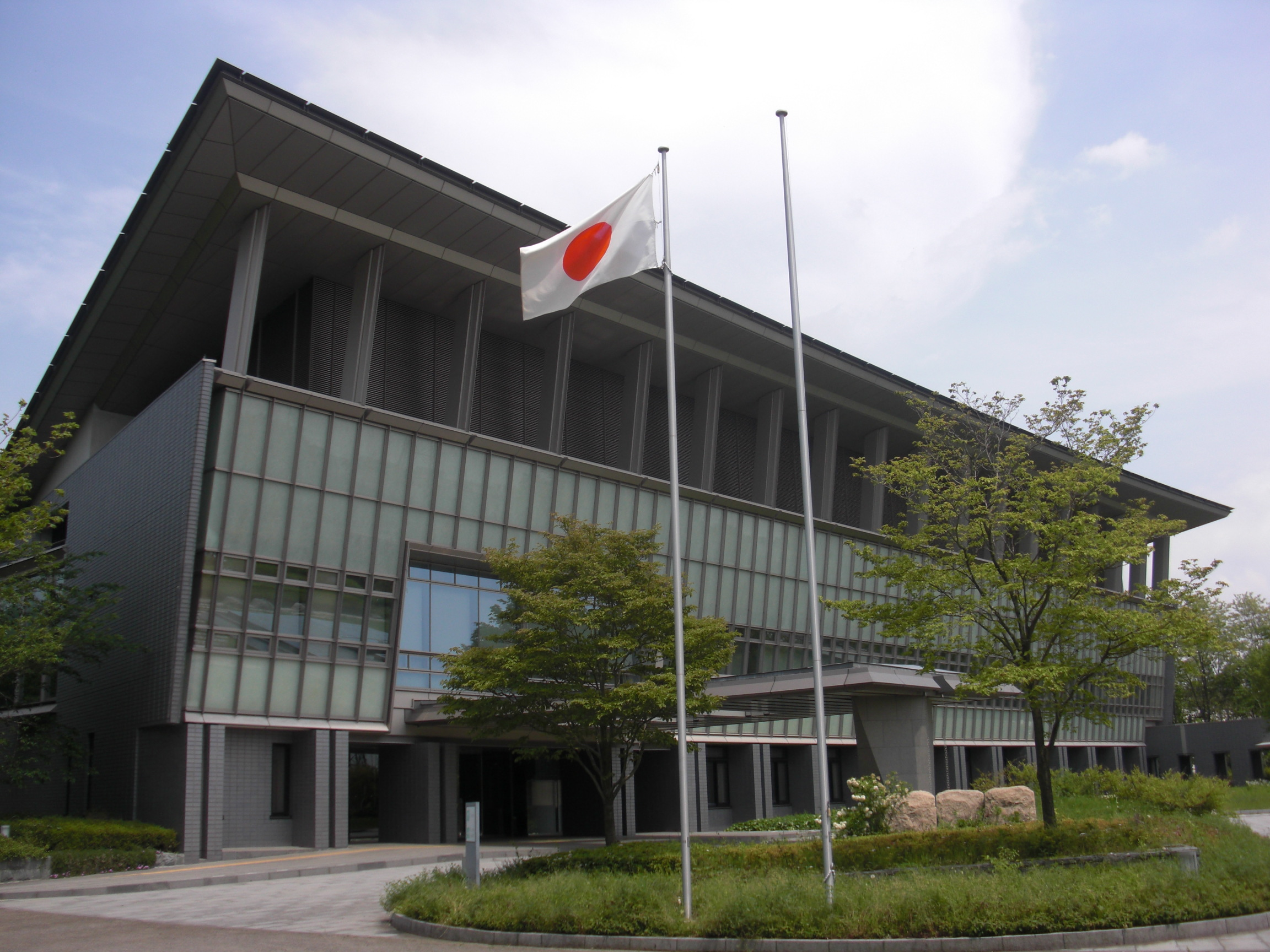
国立公文書館つくば分館

上沢（かみさわ）は茨城県つくば市の大字。郵便番号は300-4246。

## 地理
つくば市の東部に位置し、筑波研究学園都市研究学園地区最北端に位置する。地域内は大半が高エネルギー加速器研究機構（KEK）である。KEKなどの敷地を除くと平地林が広がるのみで、民家はない。
北は水守（みもり）、東は山木、南は大穂、西は和台と接している。

## 歴史
1971年（昭和46年）に高エネルギー物理学研究所（現在の高エネルギー加速器研究機構）が、南隣の大穂町との境界にまたがって建設され、筑波町南部の42haが建設地となった。そして、1976年（昭和51年）に上述の区域とその周辺をもって上沢が成立した。1977年（昭和52年）には筑南地方広域行政事務組合消防本部北分署（現在のつくば市消防本部北消防署）が設置された。さらに1998年（平成10年）7月には、国立公文書館つくば分館が開館した。

### 沿革
- 1976年（昭和51年） - 筑波郡筑波町大字上沢として成立。
- 1988年（昭和63年）1月31日 - 筑波町がつくば市に編入され、つくば市大字上沢となる。
- 2002年（平成14年）11月1日 - つくば市が稲敷郡茎崎町を編入。同時に住所表記より｢大字｣を撤廃。つくば市上沢となる。

### 地名の由来
筑波町水守にあった小字上沢の名前を大字にした。　

### 町名の変遷
| 実施後 | 実施年月日               | 実施前（各町名ともその一部）                                                                                       |
| ------ | ------------------------ | --- |
| 上沢   | 1976年（昭和51年）4月1日 | 大字山木字大久保・字佐村向・字新堀・字中原・字鳥井戸・字西向・字才ノ内・字天上谷ツ、大字水守字上沢、大字前野字上原 |

## 交通
地内東縁を国道408号が通り、路線バスが運行されている。
- 関東鉄道
  - 71系統 つくばセンター / 学園並木 / 下妻駅
  - C8系統 つくばセンター / テクノパーク大穂
  - 18系統 つくばセンター経由土浦駅
  - C8A系統 テクノパーク大穂
- つくバス
  - 北部シャトル HA つくばセンター / 筑波山口

## 施設
- 高エネルギー加速器研究機構（上沢の大部分を占める）
- つくば市消防本部北消防署
- 国立公文書館つくば分館
- つくば市クリーンセンター（敷地の一部）

## 小・中学校の学区
市立小・中学校に通う場合、学区は以下の通りとなる。
| 番地 | 義務教育学校         |
| ---- | -------------------- |
| 全域 | 秀峰筑波義務教育学校 |